# فريدرش-فيرنر غراف فون دير شولنبرغ
فريدرش-فيرنر إردمان ماتياس يوهان بيرنهارت إرش غراف فون دير شولنبرغ (20 نوفمبر عام 1875 – 10 نوفمبر عام 1944) هو دبلوماسي ألماني تولى منصب آخر سفير لألمانيا في الاتحاد السوفيتي قبل الهجوم الذي شنته ألمانيا على الاتحاد السوفيتي فيما يعرف بعملية بارباروسا عام 1941. بدأ سيرته الدبلوماسية قبل الحرب العالمية الأولى حيث عمل قنصلًا وسفيرًا في عدة بلدان. انقلب على الحزب النازي الرئيسي وشارك في المؤامرة ضد هتلر. وجِّهت إلى شولنبرغ تهمة التشارك في التآمر بعد فشل مؤامرة 20 يوليو عام 1944، والتي هدفت لاغتيال هتلر ليتم إعدامه شنقاً في نهاية المطاف.

## سيرته الدبلوماسية

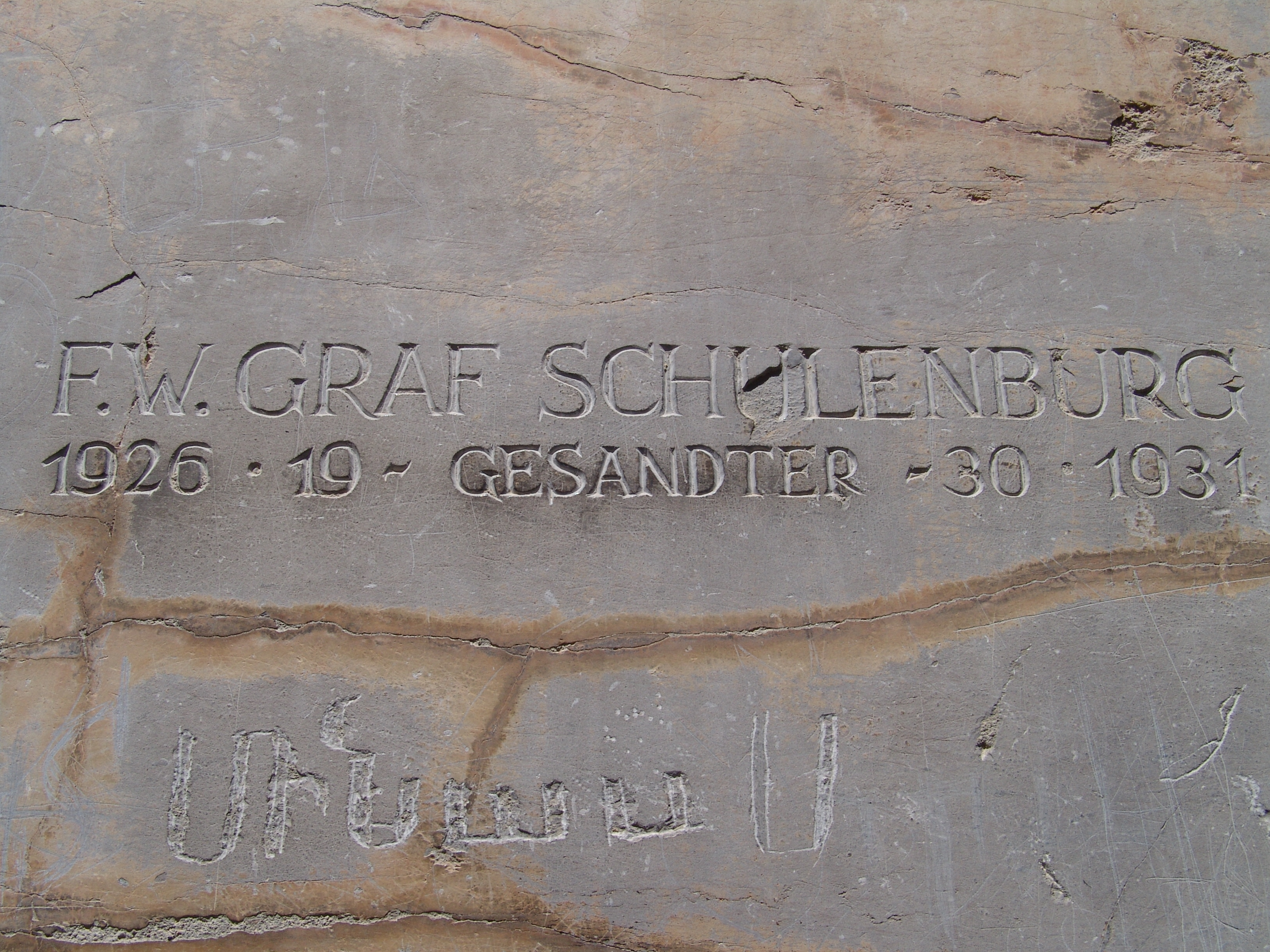
كتابة على التمثال القديم عند مدخل برسبوليس تشير إلى شولنبرغ.

ولد شولنبرغ في كمبرغ الواقعة حينها في مقاطعة ساكسونيا البروسية. كان والده الكونت بيرنهارت فريدرش فيلهلم فون دير شولنبرغ المنتمي لعائلة شولنبرغ البراندنبورغية النبيلة القديمة. كان فريدرش-فيرنر على صلة قرابة بعيدة مع الكونت الفيلد مارشال الساكسوني يوهان ماتياس فون دير شولنبرغ. وكان نسيب الأوبر غروبن فوهرر في الشوتزشتافل فريدرش غراف فون دير شولنبرغ. وقام بعد خدمته في الجيش لمدة سنة واحدة بدراسة الحقوق في كل من لوزان وميونخ وبرلين. التحق بالخدمة القنصلية في وزارة الخارجية عام 1901 ليعمل موظفاً فيها. وترفع بحلول عام 1903 ليصبح نائب قنصل في القنصلية العامة الألمانية ببرشلونة. وعمل خلال السنوات التالية في القنصليات الألمانية بمدن لفيف وبراغ ووارسو وتبليسي. وعاد شولنبرغ ليلتحق بالقوات المسلحة بعد اندلاع الحرب العالمية الأولى عام 1914، حيث تمت ترقيته إلى رتبة نقيب في شهر أكتوبر من عام 1914 بعد معركة المارن الأولى، وتولى الإشراف على إحدى بطاريات المدفعية. وعُيِّن كضابط اتصال ألماني في الجيش العثماني على الجبهة الأرمينية في عام 1915. وتسلم في السنة التالية قيادة الفيلق الجورجي في قتاله ضد الإمبراطورية الروسية حتى سقوطها عام 1917. ونال خلال الوقت الذي أمضاه في القوات المسلحة الصليب الحديدي ورتب شرفية عسكرية مرموقة منحها إليه العثمانيين. أسره البريطانيون بعد انهيار الإمبراطورية الألمانية ووضعوه في الأسر على جزيرة بينكيبو (الآن تدعى بيوك اضه) الواقعة في البحر المتوسط، ليعود في نهاية المطاف إلى ألمانيا عام 1919. وبعدها أعيد تثبيت شولنبرغ في وزارة الخارجية فأصبح القنصل الألماني قي بيروت.
وعمل شولنبرغ سفيراً لألمانيا في إيران خلال الفترة من عام 1922 حتى عام 1931. ويذكر أن خلال زيارته إلى الصروح الأثرية القديمة في برسبوليس تم نقش اسمه على بوابة كل الأمم اسمه كما يظهر بالصورة. وعمل خلال الفترة الممتدة من عام 1931 حتى عام 1934 سفيراً لألمانيا في رومانيا قبل نقله إلى موسكو فكان آخر مبعوث لألمانيا في الاتحاد السوفيتي قبل قيام الألمان بغزو السوفيت عام 1941.

## ممتلكات
حصل شولنبرغ خلال ثلاثينيات القرن العشرين على قلعة فالكنبرغ الواقعة في بالاتينات العليا. وعمل على التغيير فيها وتجديدها حتى يقيم فيها حين يتقاعد. جرى الجزء الأكبر من الأعمال المعمارية على القلعة خلال الفترة من عام 1936 حتى عام 1939.

## نشاطاته في المقاومة
واصل شولنبرغ عمله الدبلوماسي بعد الحرب العالميّة الأولى فشغل مناصب عدة في هذا المجال كان منها عمله مبعوثا في كل من طهران وبوخارست. وتم تعيينه سفير ألمانيا لدى الاتحاد السوفيتي عام 1934. فضّل شولنبرغ اتفاقا بين ألمانيا والاتحاد السوفيتي فكان له دور فعّال في إبرام معاهدة عدم الاعتداء الألمانية السوفيتية في شهر أغسطس من عام 1939. واستخدم منصبه بعد الغزو السوفيتي لبولندا باعتباره سفير رفيع المستوى في موسكو ليسمح للدبلوماسيين البولنديين ومن ضمنهم السفير البولندي في الاتحاد السوفيتي فاتسواف جيبوفسكي بمغادرة الاتحاد السوفيتي حين حاولت السلطات السوفيتية اعتقالهم، وهذا بالرغم من حالة الحرب بين ألمانيا وبولندا آنذاك.

## الحياة الشخصية
تزوج من إليزابيت فون زوبيه من واستمر زواجهما من عام 1908 حتى عام 1910 وانجبا ابنة (كريستا-فيرنفريدس فون دير شولنبرغ). وإليزابيت فون زوبيه من مواليد 14 مارس عام 1875 في بورغ باي ماغدبورغ وتوفيت بتاريخ 6 يوليو عام 1955.

## وصلات خارجية
- فريدرش-فيرنر غراف فون دير شولنبرغ على موقع مونزينجر (الألمانية)

- فريدرش-فيرنر غراف فون دير شولنبرغ في فهرس مكتبة ألمانيا الوطنية